# Kremlin Cup 2005
Der Kremlin Cup 2005 war ein Tennisturnier der WTA Tour 2005 für Damen und ein Tennisturnier der ATP Tour 2005 für Herren im Olimpijski in Moskau und fanden zeitgleich vom 8. bis zum 16. Oktober 2005 statt.